# マートン区
マートン・ロンドン自治区（マートン・ロンドンじちく、英: London Borough of Merton）は、イギリスのロンドン南西部にある自治区。
1963年ロンドン政府法に基づき、かつてはサリー州にあった、ミューニシパル・バラ・オブ・ミッチャム、ミューニシパル・バラ・オブ・ウィンブルドン、マートン・アンド・モーデン・アーバン・ディストリクトが合併して、1965年に設置された。
区内には、テニスのグランドスラムの一つであるウィンブルドン選手権の開催地センターコートがある。

## 地理
グレーター・ロンドン内では、東側でクロイドン区、西側でキングストン・アポン・テムズ区、南側でサットン区、北側でワンズワース区、北東側でランベス区と接する。

## 地区
マートン区の商業中心地は、ミッチャム、モーデン、ウィンブルドンであり、その中でウィンブルドンが最も大きい。このほか、レインズ・パーク、コリアーズ・ウッド、サウス・ウィンブルドン、ウィンブルドン・パーク、ポラーズ・ヒルなどの小さな中心地がある。
- ブッシー・ミード (Bushey Mead)
- コリアーズ・ウッド (Colliers Wood)
- コップス・ヒル (Copse Hill)
- コッテンハム・パーク (Cottenham Park)
- クルッキド・ビレット (Crooked Billet)
- ロウアー・モーデン (Lower Morden)
- マートン・パーク (Merton Park)
- ミッチャム (Mitcham)
- ミッチャム・コモン (Mitcham Common)
- モーデン (Morden)
- モーデン・パーク (Morden Park)
- モッツパル・パーク (Motspur Park) - キングストン・アポン・テムズ区の一部をなす。
- ニュー・モールデン (New Malden) - キングストン・アポン・テムズ区の一部をなす。
- ノーベリー (Norbury) - クロイドン区及びランベス区の一部をなす。
- ポラーズ・ヒル (Pollards Hill) - クロイドン区の一部をなす。
- レインズ・パーク (Raynes Park)
- セント・ハリア (St. Helier) - サットン区の一部をなす。
- サウス・ウィンブルドン (South Wimbledon
- サマーズタウン (Summerstown) - ワンズワース区の一部をなす。
- ウィンブルドン (Wimbledon)
- ウィンブルドン・パーク (Wimbledon Park)

## 経済
ウィンブルドンに、スクウェア・エニックスヨーロッパ本社、ドイツのディスカウントスーパーマーケットであるリドル英国本社などが置かれている。

## モスク

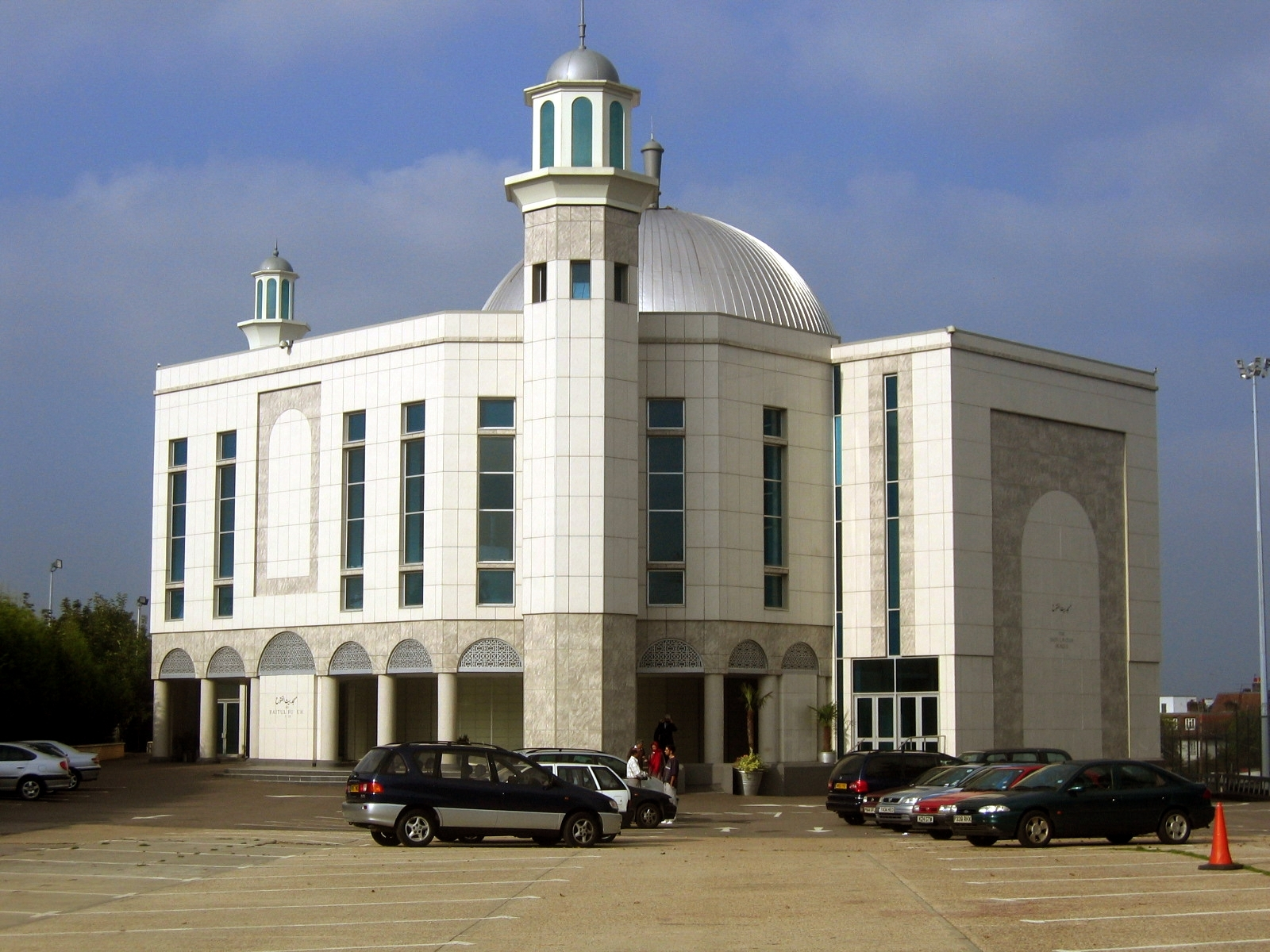
ベイトゥル・フトゥ・モスク、2007年10月

2003年、西欧では最大規模となるモスクであるベイトゥル・フトゥ・モスク (Baitul Futuh Mosque) がモールデンに作られた。1万人収容で、運営はアフマディーヤにより行われている。

## スポーツ
- テニスのグランドスラム（四大大会）の一つであるウィンブルドン選手権の開催地センターコートがある。
- サッカーチームウィンブルドンFCが本拠地としていたが、ミルトン・キーンズ・ドンズFCに改称移転したため、激怒したサポーターらを中心に2002年、新たにAFCウィンブルドンが設立された。その他のチームに、トゥーティング・アンド・ミッチャム・ユナイテッドFCがある。

## 姉妹都市
- アービング（米国テキサス州ダラス郡）

## 関係者
出身者
- ロバート・グレーヴス（作家、詩人・小説家） - ウィンブルドン生まれ。主な著書は「アラビアのロレンス」（原題: Lawrence and the Arabs, 1934年）で親交のあったT.E.ロレンスの評伝。

居住その他ゆかりある人物